# Български съюз за директна демокрация
Българският съюз за директна демокрация (с абревиатура: БСДД) е политическа партия в България, основана през 2015 г. Неин идеен инициатор и съпредседател е инж.-ик. Георги Неделчев.

## История
На 4 октомври 2015 г. в София е проведена среща на Инициативен комитет за създаването на партията, който планира на 13 декември да се състои събрание за учредяване на БСДД. Регистирана е официално в Софийски градски съд през април на следващата година с Дело 200/2016г. Основна цел, която учредителите поставят на партията е да работи за установяване на ДИРЕКТНА ДЕМОКРАЦИЯ в Република България като форма на държавно управление, която на практика е най-успешната истински демократична и устойчива форма в света, практикувана в Европа повече от век и половина, теоретично позната като пряка демокрация.. Това оформя позицията на партията като целева гражданска полититическа организация, която покрива целия съществуващ политически спектър, изразен в партийните цветове на бял фон. Това я прави коренно противоположна на досегашните партии в България, несистемна и с отворена сферична, а не пирамидална или хоризонтална структура, поставяйки я сред най-модерните европейски и световни организации за връщането на властта на гражданите с истинска смяна на системата с "представители". Осъществяването на идеологическата основа на БСДД преминава през защита на традиционните български ценности, наследява делото на Дякона, залегнало в работата на политическата организация на българското Национално-освободително движение, но едновременно с това дава на обществото съвременна политическа иновация, в която прякото гражданско участие е защитено с гарантиране на доходите за достоен живот в икономика на базата евтина, достъпна, физико-географски обусловена, екологична енергия за бита и бизнеса.

## Парламентарни избори

### април 2021 г.
През април 2021 г. е първото участие на партията в избори за Народно събрание, с бюлетина № 27. При 50,61% избирателна активност и 100% обработени протоколи стартира своята политическа изборна история с 0,1% подкрепа (или 3 342 гласа).

### ноември 2021 г.
На парламентарните избори през ноември 2021 г. партията участва с бюлетина № 8. При 40,23% избирателна активност и 100% обработени протоколи получава 0,22% подкрепа (или 5 894 гласа).

### октомври 2022 г.
На парламентарните избори през 2022 г. партията участва с бюлетина № 2. При 39,41% избирателна активност и 100% обработени протоколи, партията увеличава своя резултат в процентно съотношение при спад при почти всички други участници, до 0,23% подкрепа (5874 гласа)

## Президентски избори

### 2021 г.
На президентските избори през ноември 2021 г. кандидати за президент и вицепрезидент на партията са Благой Петревски и Севина Хаджийска, те участват с бюлетина № 8. При 40,50% избирателна активност и 100% обработени протоколи те получават 0,21% подкрепа (или 5 518 гласа).